# Атанасов, Яни
Яни Атанасов (макед. Яни Атанасов; родился 31 октября 1999 года в Скопье, Македония) — македонский футболист, полузащитник клуба «Краковия» и сборной Македонии, выступающий на правах аренды за клуб «Пуща».

## Клубная карьера
Атанасов — воспитанник клуба «Академия Пандев». 13 августа 2017 года в матче против «Шкупи» он дебютировал в чемпионате Македонии. 20 августа в поединке против «Скопье» Яни забил свой первый гол за «Академия Пандев». Летом 2018 года Атанасов перешёл в турецкий «Бурсаспор». 11 августа в матче против «Фенербахче» он дебютировал в турецкой Суперлиге.
8 сентября 2020 года Атанасов перешёл в хорватский «Хайдук». В матче против загребского «Динамо» он дебютировал в чемпионате Хорватии. 20 декабря в поединке против «Горицы» Яни забил свой первый гол за «Хайдук». В 2022 году он помог клубу завоевать Кубок Хорватии.
23 января 2023 года футболист Атанасов перешёл в польскую «Краковия». 30 января в матче против «Гурника» он дебютировал в польской Экстраклассе. 8 апреля в поединке против щецинской «Погони» Яни забил свой первый гол за «Краковию».

## Международная карьера
11 ноября 2021 года в отборочном матче чемпионата мира 2022 против сборной Армении Атанасов дебютировал за сборную Северной Македонии.

## Достижения
Клубные
 «Хайдук» (Сплит)
- Обладатель Кубка Хорватии — 2021/2022, 2022/2023